# Werner Pfeffer
Werner Pfeffer (* 1951 in Linz) ist ein österreichischer Installationskünstler, Kreativberater und Eventmanager.
Nach dem Besuch des Bundesrealgymnasium Linz Fadingerstraße studierte Pfeffer Technische Mathematik an der Technisch-Naturwissenschaftliche Fakultät der Universität Linz und schloss als Diplom-Ingenieur ab.
1984 gründete er mit Sam Auinger in Linz die Gruppe SWAP (die Anfangsbuchstaben der beiden Künstler und zugleich das englische Wort für austauschen). In dem gemeinsam eingerichteten Studio entstehen an Samplers oder Keyboards ihrer Computer audiovisuelle Arbeiten und Hörbilder. Mit selbstkonstruierten multimedialen Modulsystemen bauen sie Installationen, mit denen das kunstinteressierte Publikum Stücke mit Musik, Lichteffekten und Bildanimationen selbst arrangieren kann. Für das Kunstradio der Radioanstalt Ö1 arrangierte Pfeffer unter anderem 1998 die CD Oars with Ears (Ruder mit Ohren), die anlässlich der Juniorenweltmeisterschaften im Rudern entstand. Das Hörbild enthielt Rudergeräusche und andere O-Töne, die während der Regatta aufgezeichnet wurden und als Ausgangsmaterial zu fünfzehn Soundtracks dienten.
1986 produziert, inszenierte und arrangierte Pfeffer mit Auinger für das Programm der ars electronica die Musik für eine Aufführung des Swap-Art-Orchesters. 2008 erstellte er das Konzept, die Visualisierung und führte die Regie der Visualisierte Linzer Klangwolke, die im Donaupark von Linz vor nahezu 100.000 Besuchern aufgeführt wurde.
2009 war Linz Kulturhauptstadt Europas. Pfeffer war Berater für das Kunstprogramm und gleichzeitig, neben Pipilotti Rist, Roman Signer und Erwin Wurm, teilnehmender Künstler an der Linz 2009 – Kulturhauptstadt Europas Seine Klang-/Bild-Installation Stadtmensch auf dem „Höhenrausch“ genannten Dachsteg fand in der nationalen Presse Beachtung.
Pfeffer begleitet Unternehmen wie Porsche Austria, Bank Austria, Wiener Börse, Linz AG und Lexmark bei innovativen und kreativen Prozessen und gestaltet und inszeniert Firmenevents. Er bezeichnet sich selbst als Zeremonienmeister. Er ist mit der dänischen Autorin Sonja Holm (* 1967) verheiratet, mit der er künstlerisch zusammenarbeitet und die unter anderem den Text für Herzfluss schrieb.

## Projekte
- 2008 Herzfluss,  Visualisierte Linzer Klangwolke
- 2005 Stadtritual LINZ005 mit 6000 Teilnehmern
- 2002 Gründung der Nomadenschule mit Sonja Holm (Workshops zu den Themen "Veränderung" und "Kreativität" für große Unternehmen)
- 1999 Gala Abend 25 Jahre Brucknerhaus
- 1998 Eröffnung der Ruder-Juniorenweltmeisterschaften in Ottensheim, Oberösterreich
- 1988 Hausmusik, Berlin Kulturhauptstadt Europas (mit Sam Auinger)
- 1986 Musik in 1000 Information bei Ars Electronica
- 1982 Veröffentlichung des Gedicht- und Erzählbandes Finderlohn